# Pavel Čolko
Pavel Čolko (23. listopadu 1915 Tyra – 5. listopadu 1944 Dunkerk) byl český voják a partyzán, příslušník Československé samostatné obrněné brigády.

## Život

### Před druhou světovou válkou
Pavel Čolko se narodil 23. listopadu 1915 v Tyře u Třince. Vystudoval odbornou lesnickou školu a pracoval jako hajný v oblasti Českého Těšína. Prezenční vojenskou službu nastoupil v roce 1934 k dělostřeleckému pluku 108 v Hranicích. Zůstal v armádě jako délesloužící poddůstojník a dosáhl hodnosti četaře.

### Druhá světová válka
Po německé okupaci v březnu 1939 a vzniku Protektorátu Čechy a Morava byl Pavel Čolko zařazen do Vládního vojska. Sloužil v Lipníku nad Bečvou a od listopadu 1940 v Josefově. Oženil se s německou dívkou, manželům se narodily dvě děti. V květnu 1944 byla jeho jednotka odeslána do Piemontu ke strážní službě u strategických objektů. Dne 18. července 1944 společně s dalšími šestnácti příslušníky Vládního vojska sběhl k italským partyzánům, následně bojoval v jednotce vedené Otakarem Hákem. Jednotka 6. září 1944 přešla italsko-francouzské hranice a Pavel Čolko se společně s dalšími v Lyonu přihlásil do  Československé armády v zahraničí. Byl zařazen do Československé samostatné obrněné brigády, ve které absoloval výcvik tankových osádek. Jeho hodnost rotného z Vládního vojska mu nebyla uznána, udělena mu byla hodnost četaře. Válečná situace si vyžádala přerušení výcviku a jeho odeslání do prostoru, kde se brigáda účastnila obléhání Dunkerku. Nově příchozí jednotky nebyly dostatečně seznámeny s terénem, secvičeny a vybaveny. Dne 5. listopadu 1944 Pavel Čolko padl během nevydařeného útoku na německé pozice. Pohřben byl o den později na vojenském hřbitově v Adinkerke.